# جو كينيدي (لاعب كرة سلة)
جو كينيدي (12 يناير 1947 في الولايات المتحدة - ) (بالإنجليزية: Joe Kennedy)‏ هو لاعب كرة سلة أمريكي في مركز هجوم صغير الجسم. لعب مع سياتل سوبرسونيكس وبيتسبرغ كوندورز ‏.

## وصلات خارجية
- جو كينيدي على موقع إن بي أي (الإنجليزية)
- جو كينيدي على موقع سبورتس رفرنس (الإنجليزية)
- جو كينيدي على موقع كلية كرة السلة في سبورتس رفرنس.كوم (الإنجليزية)
- جو كينيدي على موقع ريلجم (الإنجليزية)
- جو كينيدي على موقع بروبوليرز (الإنجليزية)